# Шклов
Шклов (бел. Шклоў, бел. лат. Škłoŭ, пол. Szkłów, идиш שקלאָוו‎) — город в Могилёвской области Республики Беларусь. Административный центр Шкловского района. Расположен на Днепре в 35 км севернее Могилёва, на автодороге Р76 Могилёв — Шклов — Орша.
Численность населения — 14 738 человек (на 1 января 2025 года).

## Этимология
Своё название поселение получило от речки Шкловы (ныне — Шкловки). Корень гидронима Шклова (Шкловка) представляет собой тот же языковой элемент, что и вторая часть названия реки Ворсклы (приток Днепра). Элемент -скл- в давние времена, как можно думать, был географическим термином для обозначения текущей воды. Наименование Ворскла (Вор + скла) этимологически означает «лесная речка» и свидетельствует о том, что эта река, как и Шкловка, была частью единого водного пути с севера на юг и в обратном направлении.

## Геральдика
10 апреля 1762 года королем Речи Посполитой Августом III Шклову было подтверждено Магдебургское право, герб города и печать.
Герб и флаг утверждены решениями Шкловского районного исполнительного комитета от 5 февраля 2002 года № 2-10 и Шкловского районного Совета депутатов от 22 февраля 2002 года № 14-4. Герб 1762 года и флаг зарегистрированы в Гербовом матрикуле Республики Беларусь 26 июля 2002 года № 93.
Герб Шклова относится к историко-культурным памятникам Республики Беларусь и является официальным символом Шклова.

## История
Белорусская территория поздней Литовской Руси, а позже и в Польско-литовской республике белорусское местечко и его окрестности в составе Оршанского повета Трокского воеводства.
С XVI столетия Шклов составляло особое графство, принадлежавшее Ходкевичам, которые его укрепили. В 1520 году поселение упомянуто в документах дипломата Германо-римской империи З. Герберштейна во время его дипломатического путешествия в Москву.
В 1535 году упомянуто впервые, по «Никоновской летописи», местечко в период славянской междоусобицы сожжено русскими войсками воеводы В. Шуйского. В XVI и XVII столетиях эти территории не раз разоряли московские войска и казаки, а в 1708 году — шведы, так в 1581 году в битве под Шкловом было разбито польско-литовское войско, посад города был сожжён московскими стрельцами.
12 августа 1654 года в битве под Шкловом войско польского гетмана Януша Радзивилла одержало победу над войсками царского воеводы Якова Черкасского.
В 1655 году город Шклов был захвачен войсками русского государя Алексея Михайловича. Казаки, по древней традиции, взяли ценности занятого города и привезли в Москву редкие для России иконы. Среди них был список с иконы «Утолимая» (первое название иконы «Утоли моя печали»), в настоящее время находящийся в храме Святителя Николая в Кузнецкой слободе в Москве. Подлинник иконы был известен с XVII века и находился в церкви Воскресения Христова. В старину здесь был Воскресенский женский монастырь. Слава иконы простиралась далеко за пределы Могилёвщины. В XVIII — начале XIX века были изданы даже печатные листы с её изображением. Со временем монастырь пришел в упадок, а икона осталась известной лишь ближайшей округе. После революции 1917 года о судьбе этого образа ничего не известно.
- В 1661 год — Иероним Сенявский разрешил построить церкви в Шклове, в благодарность горожанам за изгнание ими московских войск[8].
- В 1662 год — через город проезжал австрийский дипломат и путешественник Мейерберг Августин, который оставил описание архитектуры, быта жителей и окрестностей Шклова.
- В XVII веке Шклов и окрестности принадлежали Яну Каролю Ходкевичу (1560—1621) и его брату Александру.
- 28 сентября 1708 года к Шклову подошел шведский корпус генерала Адама Людвика Левенгаупта. Местечко тогда принадлежало Казимиру Яну Сапеге (1642—1720), великому гетману литовскому, старосте берестейскому, графу заславскому, быховскому и дубровенскому. Шклов был единственной цитаделью восточной Беларуси, которой не смогли завладеть войска Петра І. Шведский офицер Роберт Петрей (Robert Petre) записал в своем дневнике: «23 сентября наконец пришли к городу Шклов (Schlowa), построенному целиком из дерева и расположенному на реке Днепр. Город принадлежит добропорядочному гетману Сапеге. 24 сентября мы перешли отсюда через Днепр по понтонному мосту»[9].
- 1762 год — Шклов получил Магдебургское право (позднее стал считаться местечком).
- 1772 год — при первом разделе Речи Посполитой Шкловщина входит в состав Российской империи.

В 1930-е годы город, в 34 километрах к северу от Могилёва, стал районным центром в БССР, и в нём имелась пароходная пристань на Верхнем Днепре и железно-дорожная станция Московско-Белорусско-Балтийской железной дороги. В городе, на 1926 год, проживало 8 294 жителя, а на 1932 год — 8 232. Работала бумажная фабрика «Спартак» с 837 занятыми лицами и лесопильный завод, была электростанция местного значения.

### Великая Отечественная война
8 июля 1941 года передовые части немецкого 46-го моторизованного корпуса подошли к Могилёву и после бомбардировки люфтваффе атаковали передний край дивизии на стыке 514-го и 388-го стрелковых полков. Вклинившись в оборону дивизии, немецкие части потеряли не менее 40 танков, в связи с чем они прекратили фронтальные удары и вышли севернее Шклова и у Быхова с целью танкового прорыва по сходящимся направлениям для обхода и окружения узла сопротивления у Могилёва.
11 июля 1941 года город был оккупирован 46-м моторизованным корпусом 2-й танковой группы Гудериана. Территория Шклова вошла в состав одной из частей Беларуси, которая административно относилась к штабу тыла группы армий «Центр». Власть в городе принадлежала местной комендатуре, непосредственно подчинявшейся штабу 286-й охранной дивизии, дислоцировавшемуся в Орше.
В период оккупации на базе Русской Национальной Народной Армии в городе на короткое время была также создана народовольческая «Шкловская республика». Её руководителями были русские эмигранты-аристократы. Граф Сергей Пален, имевший связи в штабе группы армий «Центр», был назначен бургомистром города. Получив пост, Пален распорядился очистить район от немецких войск, пообещав своими силами поддерживать порядок. Была провозглашена «Шкловская республика», которая, правда, просуществовала всего лишь десять дней. По одной из версий, Пален, чтобы скрыть свое дворянское происхождение, вел себя вызывающе и всячески подчеркивал свою «русскость». Часто описывается такой эпизод, когда Пален, зайдя в госпиталь, где лежали солдаты РННА и немцы, увидел на стене портрет Адольфа Гитлера и приказал его снять со словами «уберите отсюда эту мерзость». Потом он заметил, что истории болезни написаны на немецком языке и распорядился срочным образом перевести их и впредь писать только по-русски. После этого эпизода на Палена последовал донос. Автором доноса оказался русский. Соответственно, первым кто увидел этот донос, был сам Пален, так как немцы попросили именно его как переводчика прочитать послание. Позже донёсший был изобличен и расстрелян, а самому Палену во избежание неприятностей пришлось срочно уехать обратно в Париж.
В соответствии с переписью населения 1939 года в Шклове проживало 2132 еврея, составлявших 26,7 % от общего числа жителей. Всех евреев города, не успевших эвакуироваться, нацисты согнали в гетто и в скором времени почти всех убили.
Шклов был освобождён 27 июня 1944 года войсками 33-й армии 2-го Белорусского фронта в ходе Могилёвской операции.

### В составеРеспублики Беларусь
20 октября 1995 года административные единицы Шкловский район и город Шклов, имеющие общий административный центр, объединены в одну административную единицу — Шкловский район.
14 декабря 2007 года в состав города Шклов включены деревни Рыжковичи и Молодежная Рыжковичского сельсовета, Малое Заречье Городецкого сельсовета.
23 ноября 2013 года в состав города Шклов включена деревня Большое Заречье Городецкого сельсовета.
В 2024 году Шкловский район отмечает 100-летие.

## Население
Численность населения — 14 738 человек (на 1 января 2025 года). Численность населения — 14 989 человек (на 1 января 2023 года).
| Численность населения с 1897 года:                                                              |
| Графики недоступны из-за технических проблем. См. информацию на Фабрикаторе и на mediawiki.org. |

| Год            | 1897   | 1939   | 1959   | 1970   | 1979   | 1989   | 2006   | 2018   | 2019   | 2020   | 2023   | 2024    | 2025    |
| -------------- | ------ | ------ | ------ | ------ | ------ | ------ | ------ | ------ | ------ | ------ | ------ | ------- | ------- |
| Население чел. | 10 600 | ▼8 148 | ▼7 781 | ▲9 865 | ▲11814 | ▲14893 | ▼14863 | ▲16300 | ▼16240 | ▼15400 | ▼14989 | ▼14 870 | ▼14 738 |

| Национальный состав по переписи 2009 года | Национальный состав по переписи 2009 года | Национальный состав по переписи 2009 года | Национальный состав по переписи 2009 года | Национальный состав по переписи 2009 года | Национальный состав по переписи 2009 года | Национальный состав по переписи 2009 года | Национальный состав по переписи 2009 года | Национальный состав по переписи 2009 года | Национальный состав по переписи 2009 года | Национальный состав по переписи 2009 года |
| Всего (2009)                              | белорусы                                  | белорусы                                  | русские                                   | русские                                   | украинцы                                  | украинцы                                  | поляки                                    | поляки                                    | цыгане                                    | цыгане                                    |
| ----------------------------------------- | ----------------------------------------- | ----------------------------------------- | ----------------------------------------- | ----------------------------------------- | ----------------------------------------- | ----------------------------------------- | ----------------------------------------- | ----------------------------------------- | ----------------------------------------- | ----------------------------------------- |
| 16 439                                    | 15 341                                    | 93,32 %                                   | 784                                       | 4,77 %                                    | 132                                       | 0,8 %                                     | 39                                        | 0,24 %                                    | 21                                        | 0,13 %                                    |
| 16 439                                    | евреи                                     | евреи                                     | татары                                    | татары                                    | армяне                                    | армяне                                    | азербайджанцы                             | азербайджанцы                             | грузины                                   | грузины                                   |
| 16 439                                    | 19                                        | 0,12 %                                    | 13                                        | 0,08 %                                    | 10                                        | 0,06 %                                    | 8                                         | 0,05 %                                    | 5                                         | 0,03 %                                    |

В 1939 году в Шклове проживало 4960 белорусов (60,9 % от общей численности населения города), 2132 еврея (26,2 %), 713 русских (8,8 %), 182 поляка (2,2 %), 123 украинца (1,5 %).

## Экономика

### Промышленность
- ОАО «Бумажная фабрика „Спартак“»
- ОАО «Шкловский маслодельный завод»
- РУП «Завод газетной бумаги»
- ОАО «Шкловский льнозавод»
- РУП «Семнадцать»

### Энергетика
В пяти километрах севернее Шклова планируется Шкловская гидроэлектростанция на реке Днепр.

## Образование
В Шклове работают 3 средние школы, школа искусств, спецшкола, центр развития и реабилитации, социальный приют.

## Культура
Действует Шкловский районный историко-краеведческий музей, в котором собрано более 6 тысяч музейных предметов основного фонда. В 2016 году музей посетила 21 тыс. человек (по этому показателю музей занял 7-е место в Могилёвской области).
У музея два филиала — Дом-музей Петра Алейникова (деревня Кривель) и музей трудовой и боевой славы «Сельхозтехника» (Шклов).
Действуют Дом культуры, кинотеатр, библиотеки.

## События и мероприятия
- В 2000 году прошёл республиканский фестиваль «Дажынкi»
- 2 сентября 2007 года прошёл XIV День белорусской письменности
- 31 мая 2019 года Шклов принял эстафету огня II Европейских игр[34]
- 6-15 сентября 2023 года — Марафон «17 граней единства», приуроченный ко Дню народного единства[35]

## Достопримечательности
- Городской парк. Заложен в XVIII веке на месте бывшего имения Кривошеина. Традиционно парк — детская территория, имеются разноцветные типовые горки и карусели (привычные для столичных реконструированных дворов и детских садов в Шклове). Вдоль дороги парк сменяет территория городского стадиона (За ним — несколько промышленных предприятий, вдоль все той же улицы), возраст которого на весну 2009 года — почти сорок лет.
- Ратуша. Построена в конце XVIII века в связи с градостроительными преобразованиями. Впервые город получил проект планировки, по которому он превращался в организованное поселение, разбитое на регулярные кварталы. В системе площадей различного назначения одна отводилась под рынок. Именно с этого места началась реконструкция Шклова. Каменная ратуша в формах архитектуры классицизма была воздвигнута в комплексе с торговыми рядами. Для ратуши была принята композиция, традиционная для белорусского зодчества: компактный двухэтажный объём по центру завершался высокой граненой башней со шпилем. Башня с часами и шпилем с далеких времен была символом городского самоуправления и, как правило, доминировала в застройке города. К ратуше примыкали одноэтажные торговые ряды, образовывавшие обширный прямоугольный двор. Размеры торговых рядов для того времени были значительными (около 60x70 м), что позволило сосредоточить более 100 лавок на относительно небольшом земельном участке. Архитектура торговых рядов представлена протяженной аркадой, ратуша украшена пилястрами и рустами. В целом же художественная декорация ратуши и рядов весьма скромна.
- Туристско-экскурсионный комплекс «Лысая гора» со сторожевыми и смотровыми башнями, гостевыми домиками, рестораном, магазином. Построен в стиле древнеславянского народного деревянного зодчества.
- Костёл Святых Петра и Павла (1849 г., каменный)
- Каменное иудейское культовое сооружение, расположенное на еврейском кладбище на улице Могилёвской города Шклова (ранее — деревня Рыжковичи)
- Шкловская синагога (2-я пол. XVII в.).
- Здание конторы бумажной фабрики «Спартак» (1898)
- Шкловская усадьба
- Жилые дома (XVIII—XIX вв.)
- Спасо-Преображенская церковь (до 1905 г., каменная)
- Братская могила, ул. Советская —  Историко-культурная ценность Республики Беларусь, шифр 513Д000572
- Парк на окраине города, с криницей
- Аллея Героев

### Памятник, скульптура
- Памятник В. И. Ленину.
- Мемориальный комплекс «Память»
- Памятник, посвящённый Великой Отечественной войне, расположенный на противоположной стороне реки на возвышенности. Чтобы подняться до памятника необходимо преодолеть 78 ступеней[36].
- Памятник российскому генералу Семёну Зоричу (2007).
- Памятник Петру Алейникову (2015). Установлен на площади около районного Дома культуры.
- Шкловский идол — скульптура, изображающая языческое божество, найдена в 1963 году около Шклова. Ныне хранится в Национальном историческом музее Республики Беларусь в Минске.
- Памятный знак воинам-пограничникам (2018). Установлен на Аллее Героев.
- Памятный знак в честь шкловчан-моряков (28.07.2023). Надпись: «Морякам Шкловщины за доблесть, мужество и стойкость при выполнении воинского долга во все времена».
- Памятный знак к 100-летию Шкловского района (19.07.2024)[17]. Установлен около здания райисполкома.

### Жанровая скульптура, арт-объекты
- Памятник огурцу (2007). Установлен на площади около районного Дома культуры. Местные жители считают свой город «столицей огурцов» Беларуси.

### Памятник природы, заказник
- Нижнинский ров — геологический памятник природы республиканского значения

### Утраченное наследие
- Кадетский корпус (XVIII в.)
- Усадьба Кривошеина (нач. XX в.)
- Церковь Воскресения Христова (XVII в.)
- Свято-Воскресенская церковь (XVIII в.)
- Шкловский замок

## Галерея
- Здание (1898)
- Спасо-Преображенская церковь (XIX в.)
- Здание (XVIII в.)
- Здание (XIX в.)
- Костёл Святых Петра и Павла
- Ратуша (XVIII в.)
- Ратуша (XVIII в.)

## Спорт
- Футбольный клуб «Спартак» (Шклов). Игры проводит на стадионе «Спартак».
- Ледовая арена
- Лыжероллерная трасса

## В филателии и нумизматике
- 2 сентября 2007 года выпущен конверт с оригинальной маркой «День белорусской письменности в Шклове»[37].
- 28 июня 2020 года Министерство связи и информатизации Республики Беларусь выпустило в обращение почтовую марку «Шклов» из серии «Города Беларуси»[38].

## В топонимике
- Улица Шкловская — в Орше, Дубровно, аг. Староселье (Шкловский район), аг. Александрия (Шкловский район), аг. Колодищи (Минский район), д. Загорянки (Круглянский район), д. Липки (Оршанский район), д. Торчилово (Оршанский район), д. Калиновка (Шкловский район), д. Ольшаники 2 (Круглянский район).
- Переулок Шкловский — в Могилёве, Орше, Белыничи, Дубровно, д. Липки (Оршанский район).
- Проезд Шкловский — в Орше.

## СМИ
- Районная газета «Ударны фронт»[39]
- Телекомпания «Шклов»